# Manuel de Montsuar i Mateu
Manuel de Montsuar i Mateu (Lleida 1410- Lleida 29 oktober 1491) was de zoon van Antoni van Montsuar en Maçanet, heer van Torregrossa en magistraat (paer) van Lleida. Manuel was kanunnik aan het kapittel van Lleida van 1461 tot 1464 de achtentwintigste president van de Generalitat de Catalunya in Catalonië van 1361 tot 1364.
Hij studeerde rechtsgeleerdheid aan de Universitat de Lleida waar hij ook zijn kerkelijke carrière begon. Hij werd kanunnik in Girona waar hij goede betrekkingen met kardinaal Jacob Frans Folc van Cardona en Gandia aanknoopte. Daarna ging hij verder studeren in Bologna. Bij zijn terugkeer werd hij tot aartsdiaken aan het Lleidataanse kapittel benoemd. In 1461 werd hij voor drie jaar tot president van de Generalitat verkozen. Tijdens de burgeroorlog (1462-1472) nam hij partij tegen Johan II van Aragón en Catalonië.
- Biblioteca Nacional de España: XX1037933
- Gemeinsame Normdatei: 1049805933
- Virtual International Authority File: 316749375